# Strzegowo (gmina)
Pour les articles homonymes, voir Strzegowo.
Strzegowo est une gmina rurale (gmina wiejska) de la powiat de Mława, dans la Voïvodie de Mazovie, dans le centre-est de la Pologne.
Son siège administratif (chef-lieu) est le village de Strzegowo, qui se situe environ 25 kilomètres au sud-ouest de Mława (siège de la powiat) et 89 kilomètres au nord-ouest de Varsovie (capitale de la Pologne).
La gmina couvre une superficie de 214,23 km2 pour une population de 7 902 habitants en 2006.

## Histoire
De 1975 à 1998, la gmina est attachée administrativement à la voïvodie de Ciechanów.

Depuis 1999, elle fait partie de la voïvodie de Mazovie.

## Géographie
La gmina inclut les villages et localités de :

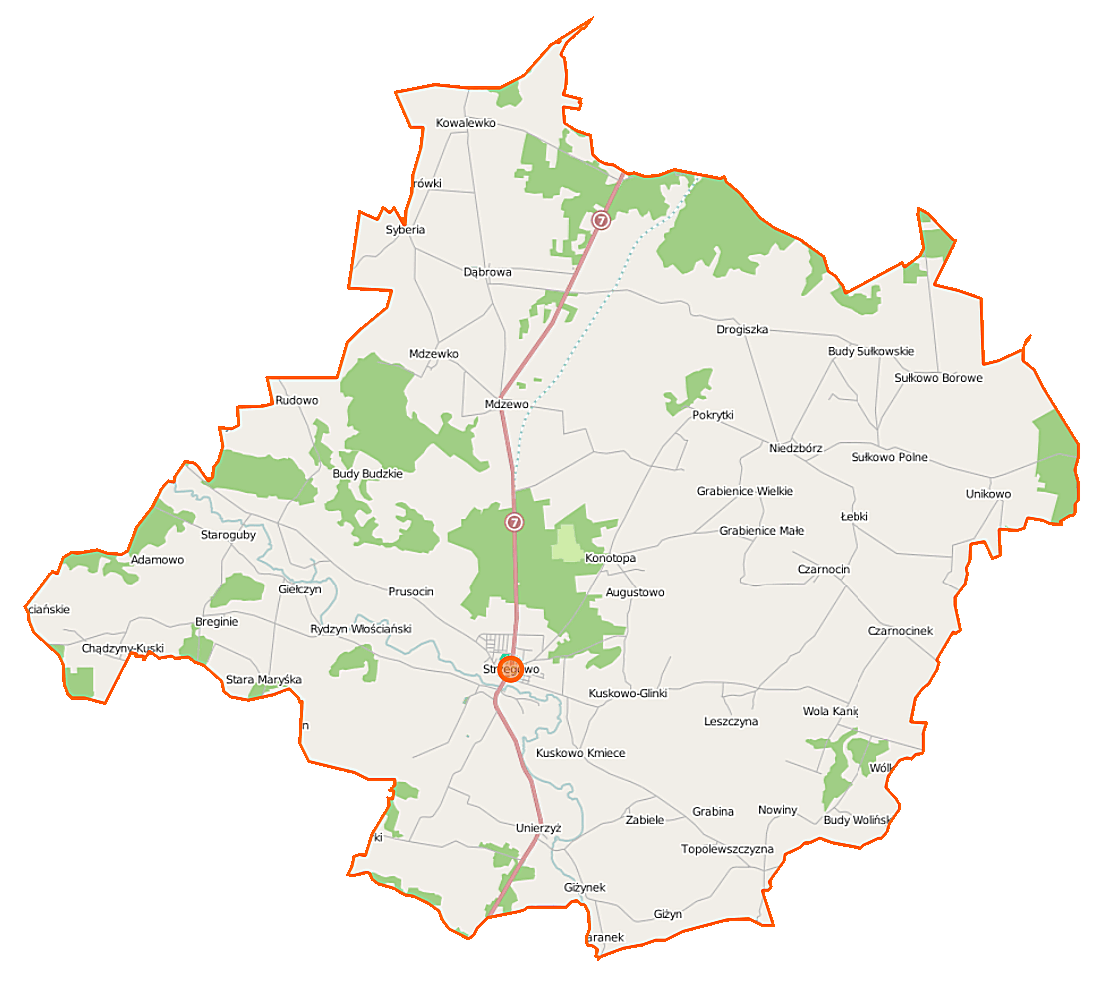
Plan de la gmina

- Adamowo
- Aleksandrowo
- Augustowo
- Baranek
- Breginie
- Budy Budzkie
- Budy Giżyńskie
- Budy Kowalewkowskie
- Budy Mdzewskie
- Budy Polskie
- Budy Strzegowskie
- Budy Sułkowskie
- Budy Wolińskie
- Budy-Zofijki
- Chądzyny-Krusze
- Chądzyny-Kuski
- Czarnocin
- Czarnocinek
- Dąbrowa
- Dalnia
- Drogiszka
- Drogiszka-Tartak
- Gatka
- Giełczyn
- Giełczynek
- Giżyn
- Giżynek
- Huta Emilia
- Ignacewo
- Józefowo
- Konotopa
- Kontrewers
- Kowalewko
- Kozłowo
- Kuskowo Kmiece
- Kuskowo-Bzury
- Kuskowo-Glinki
- Łebki
- Leszczyna
- Mączewo
- Marianowo
- Marysinek
- Mdzewko
- Mdzewo
- Niedzbórz
- Nowa Maryśka
- Nowiny Giżyńskie
- Nowopole
- Parówki
- Pokrytki
- Prusocin
- Radzimowice
- Rudowo
- Rydzyn Szlachecki
- Rydzyn Włościański
- Smętne
- Stara Maryśka
- Staroguby
- Strzegowo
- Sujki
- Sułkowo Borowe
- Sułkowo Polne
- Syberia
- Szachowo
- Szymańczyki
- Topolewszczyzna
- Tuchowo
- Unierzyż
- Unikowo
- Wola Kanigowska
- Zabiele
- Zalesie

### Gminy voisines
La gmina de Strzegowo est voisine des gminy suivantes :
- Ciechanów
- Glinojeck
- Raciąż
- Radzanów
- Regimin
- Stupsk
- Szreńsk
- Wiśniewo

## Structure du terrain
D'après les données de 2002, la superficie de la commune de Strzegowo est de 214,23 km2, répartis comme tel :
- terres agricoles : 71%
- forêts : 22%

La commune représente 18,29% de la superficie du powiat.

## Démographie
Données du 30 juin 2004 :
| Description        | Total  | Total | Femmes | Femmes | Hommes | Hommes |
| ------------------ | ------ | ----- | ------ | ------ | ------ | ------ |
| Unité              | Nombre | %     | Nombre | %      | Nombre | %      |
| Population         | 7 950  | 100   | 3 956  | 49,8   | 3 994  | 50,2   |
| Densité (hab./km²) | 37,1   | 37,1  | 18,5   | 18,5   | 18,6   | 18,6   |